# DJGPP
DJGPP (DJ's Gnu Programming Platform) je 32bitový C/C++/ObjC/Ada/Fortran vývojářský balík pro architekturu x86 bežící pod DOSem, Microsoft Windows nebo IBM OS/2. Vývoj započal v roce 1989 DJ Deloriem. Jde o port populárního kompilátoru gcc, stejně jako jiných utilit GNU např. cp, ls, mv, AWKu, sedu nebo linkeru na DOS DPMI (DOS Protected Mode Interface). Používá flat memory model.

## Kompatibilita
DJGPP představuje rozhraní, které je kompatibilní s normami ANSI C a C99, neoficiálními standardy DOSu a POSIX UNIXu. Zkompilované binární soubory dokážou pod Windows 95 a vyššími pracovat s dlouhými názvy souborů. Současné verze Windows x86-64 nepodporují kromě emulace 16bitové programy.

## Windows (ne-DOS) porty GNU Toolchainu
- Cygwin
- MinGW

### Neoficiální nebo nedokončené porty
- DJGPP 2.04 Beta 1 Release webpage – neplatný odkaz !
- latest/last RHIDE snapshot
- DOS ports of GDB 6.3 and 6.4